# بروك بوردي
بروك بوردي (من مواليد 27 ديسمبر 1999) هو لاعب كرة قدم أمريكي يلعب لفريق سان فرانسيسكو 49 في الرابطة الوطنية لكرة القدم (NFL). لعب كرة القدم الجامعية في ولاية آيوا وتم اختياره من قبل فريق 49ers مع الاختيار النهائي في 2022 NFL Draft، ليصبح السيد غير ذي صلة.
ولد بروك برودي يوم 27 ديسمبر سنة 1999 في كوين كريك بولاية أريزونا . لعب كرة القدم في المدرسة الثانوية في مدرسة بيري هاي سكول في جيلبرت، أريزونا . وهو الابن الأوسط لسيد شون وكاري بوردي. وكان شون لاعبًا في الاصناف الصغري في دوري البيسبول لمدة ثمانية مواسم. و لعبت أخته الكبرى، ويتني برودي، الكرة اللينة في جامعة وستن الجنوبية .